# John Gould (Eishockeyspieler)
John Milton Gould (* 11. April 1949 in Alliston, Ontario) ist ein ehemaliger kanadischer Eishockeyspieler, der im Verlauf seiner aktiven Karriere zwischen 1967 und 1980 unter anderem 518 Spiele für die Buffalo Sabres, Vancouver Canucks und Atlanta Flames in der National Hockey League (NHL) auf der Position des rechten Flügelstürmers bestritten hat. Seinen größten Karriereerfolg feierte Gould jedoch in Diensten der Cincinnati Swords mit dem Gewinn des Calder Cups der American Hockey League (AHL) im Jahr 1973. Sein jüngerer Bruder Larry war ebenfalls professioneller Eishockeyspieler.

## Karriere
Gould verbrachte seine Juniorenzeit zwischen 1967 und 1969 in der Ontario Hockey Association (OHA). Dort spielte er für die London Knights, die in seiner Rookiesaison noch unter dem Beinamen Nationals firmierten. In diesem Zeitraum absolvierte der Flügelstürmer 114 Spiele für das Franchise, in denen er 127-mal punktete.
Im Gegensatz zu vielen anderen Talenten fand der Offensivspieler zum Ende der Juniorenzeit kein Team aus der National Hockey League (NHL), das ihm einen Vertrag anbot und ihn zumindest in einem ihrer Farmteams einsetzte. Schließlich erhielt der 20-Jährige im Sommer 1969 ein Angebot der Charlotte Checkers aus der Eastern Hockey League (EHL), bei denen er die folgenden zwei Spieljahre bis zum Sommer 1971 verbrachte. Mit Spielzeiten von 89 und 118 Scorerpunkten sowie dem Gewinn der EHL-Meisterschaft im Jahr 1971 empfahl sich Gould schließlich für einen Vertrag bei einem NHL-Franchise und wurde im August 1971 von den Buffalo Sabres verpflichtet. Buffalo setzte den Angreifer zunächst hauptsächlich in ihrem Farmteam, den Cincinnati Swords, in der American Hockey League (AHL) ein. Auch dort zeigte er eine positive Entwicklung, wodurch er zum Ende der Saison 1971/72 als Belohnung zu seinem NHL-Debüt kam. Nachdem er mit den Swords in der Spielzeit 1972/73 den Calder Cup gewonnen hatte, dazu in den Playoffs die meisten Tore geschossen hatte und seine Leistungen ihm einen Platz im AHL Second All-Star Team beschert hatten, schaffte der Kanadier zur Saison 1973/74 den Sprung in den Kader der Sabres und zum Stammspieler.
Bis Ende Dezember 1973 absolvierte Gould 30 Spiele für Buffalo, nachdem er in den beiden Vorjahren insgesamt nur zehnmal für sie auf dem Eis gestanden hatte. Seine lediglich sechs Torbeteiligungen führten jedoch dazu, dass er gemeinsam mit Tracy Pratt zu den Vancouver Canucks transferiert wurde, die im Gegenzug Jerry Korab an die Sabres abgaben. In Diensten der Canucks kamen die Qualitäten des Flügelspielers besser zur Geltung. In den Spielzeiten 1974/75 und 1975/76 erreichte er im Trikot Vancouvers mehr als 30 Tore. Nach fast drei Jahren im Trikot des Franchises von der kanadischen Westküste wurde Gould im Dezember 1976 gemeinsam mit einem Zweitrunden-Wahlrecht im NHL Amateur Draft 1977 an die Atlanta Flames abgegeben. Die Flames schickten im Gegenzug Hilliard Graves und Larry Carrière nach Vancouver.
In Atlanta verbrachte Gould zweieinhalb Jahre, in denen es ihm jedoch nicht gelang, an seine Leistungen in Vancouver anzuknüpfen. Nachdem er in der Saison 1978/79 lediglich 15 Punkte in 61 Spielen gesammelt hatte, ließen die Atlanta Flames den mittlerweile 30-Jährigen im NHL Expansion Draft 1979 ungeschützt, sodass er dort von den Edmonton Oilers ausgewählt wurde, die als eines von vier Franchises aus der World Hockey Association (WHA) in die NHL aufgenommen worden waren. Bevor Gould jedoch eingesetzt von den Oilers in der NHL wurde, transferierten sie ihn Mitte November 1979 im Tausch für Alex Tidey zu seinem Ex-Team nach Buffalo. Dort beendete er die Spielzeit 1979/80, in der er zusätzlich für die Rochester Americans in der AHL zu Einsätzen kam. Nach der Saison beendete er kurz nach seinem 31. Geburtstag seine Karriere als Aktiver.

## Erfolge und Auszeichnungen
- 1971 Meister der Eastern Hockey League mit den Charlotte Checkers
- 1973 Calder-Cup-Gewinn mit den Cincinnati Swords
- 1973 AHL Second All-Star Team

## Karrierestatistik
(Legende zur Spielerstatistik: Sp oder GP = absolvierte Spiele; T oder G = erzielte Tore; V oder A = erzielte Assists; Pkt oder Pts = erzielte Scorerpunkte; SM oder PIM = erhaltene Strafminuten; +/− = Plus/Minus-Bilanz; PP = erzielte Überzahltore; SH = erzielte Unterzahltore; GW = erzielte Siegtore; 1 Play-downs/Relegation; Kursiv: Statistik nicht vollständig)